# Peperomia santa-helenae
Peperomia santa-helenae är en pepparväxtart som beskrevs av William Trelease. Peperomia santa-helenae ingår i släktet peperomior, och familjen pepparväxter. Inga underarter finns listade i Catalogue of Life.